# Future Blues
Future Blues je páté album americké bluesové skupiny Canned Heat, vydané v roce 1970. Album obsahuje i jeden z největších hitů skupiny "Let's Work Together".

## Seznam skladeb
1. "Sugar Bee" (Eddie Shuler) – 2.39
2. "Shake It and Break It" (Charley Patton)– 2.35
3. "That's All Right (Mama)" (Arthur Crudup) – 4.19
4. "My Time Ain't Long" (Wilson) – 3.49
5. "Skat" (Wilson) – 2.44
6. "Let's Work Together" (Wilbert Harrison) – 2.53
7. "London Blues" (Wilson) – 5.31
8. "So Sad (The World's in a Tangle)" (Canned Heat) – 7.57
9. "Future Blues" (Canned Heat) – 2.58
10. ;Bonusy na CD
11. "Let's Work Together" Single Mono Version (Harrison) - 2.46
12. "Skat" Single Mono Version (Wilson) - 2.39
13. "Wooly Bully" (Samudio) - 2.30
14. "Christmas Blues" Canned Heat and The Chipmunks (Cook, Taylor, Vestine, WIlson, Hite Jr.) - 2.31
15. "The Chipmunk Song (Christmas Don't Be Late)" Canned Heat and The Chipmunks (Bagdasarian) - 2.45

## Sestava

### Canned Heat
- Bob Hite – zpěv
- Alan Wilson – slide kytara, zpěv, harmonika
- Harvey Mandel – sólová kytara
- Larry Taylor – baskytara
- Fito de la Parra – bicí

### Hosté
- Dr. John - piáno, lesní roh

### Produkce
- Tommy Oliver - inženýr
- Skip Taylor - producent
- Canned Heat - producent